# Austrolimnophila (Archilimnophila) subunicoides
Austrolimnophila (Archilimnophila) subunicoides is een tweevleugelige uit de familie steltmuggen (Limoniidae). De soort komt voor in het Palearctisch gebied.